# 云南肉豆蔻
云南肉荳蔻（学名：Myristica yunnanensis）为肉荳蔻科肉荳蔻屬下的一个种。分布在中國雲南南部、泰北、越南清化，常綠喬木，高15至30公尺，徑30至70公分，1998年世界自然保護聯盟（IUCN），因雲南西雙版納僅存20棵雲南肉荳蔻，而評為「極度瀕危」。但是後來發現在泰北及越南的分布更大，越南的標本來自槟恩国家公园珍稀动植物基因保护区。
种加词 yunnanensis 意为“云南的”。